# Nagy-Britannia az 1984. évi nyári olimpiai játékokon
Nagy-Britannia az egyesült államokbeli Los Angelesben megrendezett 1984. évi nyári olimpiai játékok egyik részt vevő nemzete volt. Az országot az olimpián 20 sportágban 337 sportoló képviselte, akik összesen 37 érmet szereztek.

## Érmesek
| Érem  | Versenyző | Sportág       | Versenyszám                |
| ----- | --- | ------------- | -------------------------- |
| Arany | Sebastian Coe | Atlétika      | Férfi 1500 m               |
| Arany | Daley Thompson | Atlétika      | Férfi tízpróba             |
| Arany | Tessa Sanderson | Atlétika      | Női gerelyhajítás          |
| Arany | Martin Cross Richard Budgett Andy Holmes Steve Redgrave Adrian Ellison | Evezés        | Férfi kormányos négyes     |
| Arany | Malcolm Cooper | Sportlövészet | Férfi sportpuska összetett |
| Ezüst | Sebastian Coe | Atlétika      | Férfi 800 m                |
| Ezüst | Steve Cram | Atlétika      | Férfi 1500 m               |
| Ezüst | Mike McLeod | Atlétika      | Férfi 10 000 m             |
| Ezüst | Kriss Akabusi Garry Cook Todd Bennett Phil Brown | Atlétika      | Férfi 4 × 400 m váltó      |
| Ezüst | Dave Ottley | Atlétika      | Férfi gerelyhajítás        |
| Ezüst | Wendy Sly | Atlétika      | 3000 m                     |
| Ezüst | Shirley Strong | Atlétika      | Női 100 m gát              |
| Ezüst | Neil Adams | Cselgáncs     | Férfi váltósúly            |
| Ezüst | Michael Whitaker John Whitaker Steven Smith Tim Grubb | Lovaglás      | Csapat díjugratás          |
| Ezüst | Virginia Holgate-Leng Lucinda Prior-Palmer-Green Ian Stark Diana Clapham | Lovaglás      | Csapat lovastusa           |
| Ezüst | Sarah Hardcastle | Úszás         | Női 400 m gyors            |
| Bronz | Charlie Spedding | Atlétika      | Férfi maraton              |
| Bronz | Keith Connor | Atlétika      | Férfi hármasugrás          |
| Bronz | Kathy Smallwood-Cook | Atlétika      | Női 400 m                  |
| Bronz | Simone Jacobs Kathy Smallwood-Cook Bev Goddard-Callender Heather Hunte-Oakes | Atlétika      | Női 4 × 100 m váltó        |
| Bronz | Sue Hearnshaw | Atlétika      | Női távolugrás             |
| Bronz | Fatima Whitbread | Atlétika      | Női gerelyhajítás          |
| Bronz | Noel Loban | Birkózás      | Szabadfogás, 90 kg         |
| Bronz | Neil Eckersley | Cselgáncs     | Férfi légsúly              |
| Bronz | Kerrith Brown | Cselgáncs     | Férfi könnyűsúly           |
| Bronz | Nemzeti válogatott Ian C. B. Taylor Sam Martin Paul Barber Bob Cattrall Jon Potter Richard Dodds Billy McConnell Norman Hughes David Westcott Richard Leman Steve Batchelor Sean Kerly James Duthie Kulbir Bhaura Mark Precious | Gyeplabda     | Férfi                      |
| Bronz | Virginia Holgate-Leng | Lovaglás      | Egyéni lovastusa           |
| Bronz | Bobby Wells | Ökölvívás     | Szupernehézsúly            |
| Bronz | Barry Dagger | Sportlövészet | Férfi légpuska             |
| Bronz | Alister Allan | Sportlövészet | Férfi sportpuska összetett |
| Bronz | Michael Sullivan | Sportlövészet | Férfi sportpuska fekvő     |
| Bronz | David Mercer | Súlyemelés    | 90 kg                      |
| Bronz | Neil Cochran Paul Easter Paul Howe Andrew Astbury | Úszás         | Férfi 4 × 200 m gyorsváltó |
| Bronz | Neil Cochran | Úszás         | Férfi 200 m vegyes         |
| Bronz | June Croft | Úszás         | Női 400 m gyors            |
| Bronz | Sarah Hardcastle | Úszás         | Női 800 m gyors            |
| Bronz | Jo Richards Peter Allam | Vitorlázás    | Soling                     |

## Atlétika
Férfi
| Versenyző                                              | Versenyszám     | Előfutam | Előfutam | Előfutam | Negyeddöntő | Negyeddöntő | Negyeddöntő | Elődöntő      | Elődöntő      | Elődöntő      | Döntő         | Döntő         |
| Versenyző                                              | Versenyszám     | Idő      | Hely.    | Össz.    | Idő         | Hely.       | Össz.       | Idő           | Hely.         | Össz.         | Idő           | Helyezés      |
| ------------------------------------------------------ | --------------- | -------- | -------- | -------- | ----------- | ----------- | ----------- | ------------- | ------------- | ------------- | ------------- | ------------- |
| Mike McFarlane                                         | 100 m           | 10,47    | 3.       | 18.*     | 10,36       | 4.          | 8.          | 10,45         | 3.            | 9.            | 10,27         | 5.            |
| Donovan Reid                                           | 100 m           | 10,41    | 2.       | 12.*     | 10,47       | 2.          | 15.         | 10,32         | 3.            | 4.            | 10,33         | 7.            |
| Allan Wells                                            | 100 m           | 10,32    | 1.       | 3.*      | 10,33       | 2.          | 5.*         | 10,71         | 8.            | 16.           | kiesett       | kiesett       |
| Ade Mafe                                               | 200 m           | 21,24    | 2.       | 26.*     | 20,55       | 3.          | 7.          | 20,63         | 3.            | 7.            | 20,85         | 8.            |
| Buster Watson                                          | 200 m           | 21,26    | 3.       | 28.      | 21,14       | 6.          | 22.         | kiesett       | kiesett       | kiesett       | kiesett       | kiesett       |
| Kriss Akabusi                                          | 400 m           | 45,64    | 1.       | 4.       | 45,43       | 3.          | 10.         | 45,69         | 7.            | 14.           | kiesett       | kiesett       |
| Todd Bennett                                           | 400 m           | 46,09    | 3.       | 16.      | 45,51       | 5.          | 11.         | kiesett       | kiesett       | kiesett       | kiesett       | kiesett       |
| Phil Brown                                             | 400 m           | 46,26    | 3.       | 22.*     | 46,63       | 7.          | 21.         | kiesett       | kiesett       | kiesett       | kiesett       | kiesett       |
| Peter Elliott                                          | 800 m           | 1:46,98  | 2.       | 14.      | 1:45,49     | 4.          | 6.          | kiesett       | kiesett       | kiesett       | kiesett       | kiesett       |
| Sebastian Coe                                          | 800 m           | 1:45,71  | 1.       | 2.       | 1:46,75     | 3.          | 22.         | 1:45,51       | 1.            | 7.            | 1:43,64       |               |
| Sebastian Coe                                          | 1500 m          | 3:45,30  | 2.       | 25.      |             |             |             | 3:35,81       | 3.            | 3.            | 3:32,53       |               |
| Steve Cram                                             | 1500 m          | 3:40,33  | 1.       | 11.      |             |             |             | 3:36,30       | 1.            | 6.            | 3:33,40       |               |
| Steve Ovett                                            | 1500 m          | 3:49,23  | 1.       | 33.      |             |             |             | 3:36,55       | 4.            | 10.*          | nem ért célba | nem ért célba |
| Steve Ovett                                            | 800 m           | 1:46,66  | 2.       | 7.       | 1:45,72     | 2.          | 12.         | 1:44,81       | 4.            | 4.            | 1:52,28       | 8.            |
| Tim Hutchings                                          | 5000 m          | 13:46,01 | 3.       | 8.       |             |             |             | 13:28,60      | 5.            | 5.            | 13:11,50      | 4.            |
| Eamonn Martin                                          | 5000 m          | 13:46,16 | 2.*      | 9.**     |             |             |             | 13:41,70      | 5.            | 15.           | 13:53,34      | 13.           |
| Dave Moorcroft                                         | 5000 m          | 13:51,40 | 2.       | 23.      |             |             |             | 13:28,44      | 2.            | 2.            | 14:16,61      | 14.           |
| Mike McLeod                                            | 10 000 m        | 28:24,92 | 5.       | 13.      |             |             |             |               |               |               | 28:06,22      |               |
| Steve Jones                                            | 10 000 m        | 28:15,22 | 4.       | 4.       |             |             |             |               |               |               | 28:28,08      | 8.            |
| Nick Rose                                              | 10 000 m        | 28:31,13 | 5.       | 20.      |             |             |             |               |               |               | 28:31,73      | 12.           |
| Charlie Spedding                                       | Maraton         |          |          |          |             |             |             |               |               |               | 2:09:58       |               |
| Hugh Jones                                             | Maraton         |          |          |          |             |             |             |               |               |               | 2:13:57       | 12.           |
| Geoff Smith                                            | Maraton         |          |          |          |             |             |             |               |               |               | nem ért célba | nem ért célba |
| Wilbert Greaves                                        | 110 m gát       | 14,04    | 3.       | 11.      |             |             |             | 13,86         | 5.            | 8.*           | kiesett       | kiesett       |
| Nigel Walker                                           | 110 m gát       | 14,07    | 3.       | 14.*     |             |             |             | nem ért célba | nem ért célba | nem ért célba | kiesett       | kiesett       |
| Mark Holtom                                            | 110 m gát       | kizárták | kizárták | kizárták |             |             |             | kiesett       | kiesett       | kiesett       | kiesett       | kiesett       |
| Martin Briggs                                          | 400 m gát       | 50,80    | 4.       | 25.      |             |             |             | kiesett       | kiesett       | kiesett       | kiesett       | kiesett       |
| Martin Gillingham                                      | 400 m gát       | 52,15    | 6.       | 38.      |             |             |             | kiesett       | kiesett       | kiesett       | kiesett       | kiesett       |
| Phil Beattie                                           | 400 m gát       | 51,27    | 8.       | 30.**    |             |             |             | kiesett       | kiesett       | kiesett       | kiesett       | kiesett       |
| Colin Reitz                                            | 3000 m akadály  | 8:29,33  | 5.       | 9.       |             |             |             | 8:18,62       | 4.*           | 4.*           | 8:15,48       | 5.            |
| Roger Hackney                                          | 3000 m akadály  | 8:30,31  | 2.       | 14.      |             |             |             | 8:20,77       | 5.            | 11.           | 8:27,10       | 10.           |
| Paul Davies-Hale                                       | 3000 m akadály  | 8:31,97  | 7.       | 21.      |             |             |             | 8:26,15       | 8.            | 15.           | kiesett       | kiesett       |
| Philip Vesty                                           | 20 km gyaloglás |          |          |          |             |             |             |               |               |               | 1:27:28       | 13.           |
| Ian McCombie                                           | 20 km gyaloglás |          |          |          |             |             |             |               |               |               | 1:28:53       | 19.           |
| Steve Barry                                            | 20 km gyaloglás |          |          |          |             |             |             |               |               |               | 1:30:46       | 24.           |
| Chris Maddocks                                         | 50 km gyaloglás |          |          |          |             |             |             |               |               |               | 4:26:33       | 16.           |
| Daley Thompson Donovan Reid Mike McFarlane Allan Wells | 4 × 100 m váltó | 39,00    | 2.       | 3.       |             |             |             | 38,68         | 2.            | 3.            | 39,13         | 7.            |
| Kriss Akabusi Garry Cook Todd Bennett Phil Brown       | 4 × 400 m váltó | 3:06,10  | 1.       | 10.      |             |             |             | 3:02,98       | 2.            | 3.            | 2:59,13       |               |

| Versenyző       | Versenyszám   | Selejtező                | Selejtező                | Döntő                 | Döntő                 |
| Versenyző       | Versenyszám   | Eredmény                 | Helyezés                 | Eredmény              | Helyezés              |
| --------------- | ------------- | ------------------------ | ------------------------ | --------------------- | --------------------- |
| Geoff Parsons   | Magasugrás    | 221 cm                   | 15.                      | kiesett               | kiesett               |
| Mark Naylor     | Magasugrás    | érvényes kísérlet nélkül | érvényes kísérlet nélkül | kiesett               | kiesett               |
| Jeff Gutteridge | Rúdugrás      | 530 cm                   | 10.                      | 510 cm                | 11.                   |
| Keith Stock     | Rúdugrás      | 520 cm                   | 16.                      | kiesett               | kiesett               |
| Keith Connor    | Hármasugrás   | 16,60 m                  | 8.                       | 16,87 m               |                       |
| Eric McCalla    | Hármasugrás   | 17,01 m                  | 2.                       | 16,66 m               | 8.                    |
| John Herbert    | Hármasugrás   | 16,64 m                  | 6.                       | 16,40 m               | 10.                   |
| Richard Slaney  | Diszkoszvetés | 57,66 m                  | 15.                      | kiesett               | kiesett               |
| Bob Weir        | Diszkoszvetés | 60,92 m                  | 10.                      | 61,36 m               | 10.                   |
| Bob Weir        | Kalapácsvetés | 71,34 m                  | 11.                      | 72,62 m               | 8.                    |
| Martin Girvan   | Kalapácsvetés | 72,66 m                  | 8.                       | 72,32 m               | 9.                    |
| Matt Mileham    | Kalapácsvetés | 71,80 m                  | 9.                       | érvényes dobás nélkül | érvényes dobás nélkül |
| Dave Ottley     | Gerelyhajítás | 85,68 m                  | 2.                       | 85,74 m               |                       |
| Roald Bradstock | Gerelyhajítás | 83,06 m                  | 3.                       | 81,22 m               | 7.                    |

| Versenyző          | Versenyszám | 100 m | 100 m | Távolugrás | Távolugrás | Súlylökés | Súlylökés | Magasugrás | Magasugrás | 400 m | 400 m | 110 m gát | 110 m gát | Diszkoszvetés | Diszkoszvetés | Rúdugrás | Rúdugrás | Gerelyhajítás | Gerelyhajítás | 1500 m  | 1500 m | Végeredmény | Végeredmény |
| Versenyző          | Versenyszám | Idő   | Pont  | Eredmény   | Pont       | Eredmény  | Pont      | Eredmény   | Pont       | Idő   | Pont  | Idő       | Pont      | Eredmény      | Pont          | Eredmény | Pont     | Eredmény      | Pont          | Idő     | Pont   | Pont        | Helyezés    |
| ------------------ | ----------- | ----- | ----- | ---------- | ---------- | --------- | --------- | ---------- | ---------- | ----- | ----- | --------- | --------- | ------------- | ------------- | -------- | -------- | ------------- | ------------- | ------- | ------ | ----------- | ----------- |
| Daley Thompson     | Tízpróba    | 10,44 | 948   | 801 cm     | 1.022      | 15,72 m   | 831       | 203 cm     | 882        | 46,97 | 950   | 14,33     | 923       | 46,56 m       | 810           | 500 cm   | 1.052    | 65,24 m       | 824           | 4:35,00 | 556    | 8798        |             |
| Bradley McStravick | Tízpróba    | 10,92 | 824   | 682 cm     | 782        | 13,38 m   | 689       | 194 cm     | 804        | 48,68 | 866   | 15,01     | 847       | 45,54 m       | 791           | 430 cm   | 884      | 61,54 m       | 780           | 4:25,15 | 623    | 7890        | 11.         |
| Colin Boreham      | Tízpróba    | 11,46 | 696   | 690 cm     | 800        | 13,51 m   | 697       | 197 cm     | 831        | 50,19 | 797   | 15,48     | 799       | 44,10 m       | 765           | 420 cm   | 859      | 52,66 m       | 668           | 4:32,50 | 573    | 7485        | 20.         |

Női
| Versenyző                                                                     | Versenyszám     | Előfutam | Előfutam | Előfutam | Negyeddöntő | Negyeddöntő | Negyeddöntő | Elődöntő | Elődöntő | Elődöntő | Döntő   | Döntő    |
| Versenyző                                                                     | Versenyszám     | Idő      | Hely.    | Össz.    | Idő         | Hely.       | Össz.       | Idő      | Hely.    | Össz.    | Idő     | Helyezés |
| ----------------------------------------------------------------------------- | --------------- | -------- | -------- | -------- | ----------- | ----------- | ----------- | -------- | -------- | -------- | ------- | -------- |
| Heather Hunte-Oakes                                                           | 100 m           | 11,32    | 3.       | 7.       | 11,54       | 3.          | 12.         | 11,57    | 4.       | 1.       | 11,43   | 7.       |
| Shirley Thomas                                                                | 100 m           | 11,91    | 3.       | 28.      | 12,13       | 7.          | 27.         | kiesett  | kiesett  | kiesett  | kiesett | kiesett  |
| Joan Baptiste                                                                 | 200 m           | 23,31    | 2.       | 9.       | 23,11       | 2.          | 12.         | 22,86    | 5.       | 10.      | kiesett | kiesett  |
| Sandra Whittaker                                                              | 200 m           | 23,22w   | 3.       | 6.       | 22,98       | 5.          | 10.         | kiesett  | kiesett  | kiesett  | kiesett | kiesett  |
| Kathy Smallwood-Cook                                                          | 200 m           | 23,71    | 1.       | 17.      | 23,02       | 3.          | 11.         | 22,38    | 3.       | 4.       | 22,10   | 4.       |
| Kathy Smallwood-Cook                                                          | 400 m           | 52,64    | 2.       | 10.      |             |             |             | 51,49    | 2.       | 6.       | 49,43   |          |
| Michelle Probert-Scutt                                                        | 400 m           | 52,89    | 4.       | 14.*     |             |             |             | 52,07    | 6.       | 9.       | kiesett | kiesett  |
| Helen Barnett-Burkart                                                         | 400 m           | 52,94    | 3.       | 16.      |             |             |             | 52,26    | 8.       | 12.      | kiesett | kiesett  |
| Lorraine Baker                                                                | 800 m           | 2:01,73  | 3.       | 5.       |             |             |             | 2:00,66  | 4.       | 5.       | 2:00,03 | 5.       |
| Chris Benning                                                                 | 1500 m          | 4:10,48  | 1.*      | 7.*      |             |             |             |          |          |          | 4:04,70 | 5.       |
| Christina Boxer-Cahill                                                        | 1500 m          | 4:07,40  | 4.       | 4.       |             |             |             |          |          |          | 4:05,53 | 6.       |
| Lynne MacDougall                                                              | 1500 m          | 4:09,08  | 5.       | 5.       |             |             |             |          |          |          | 4:10,58 | 11.      |
| Wendy Sly                                                                     | 3000 m          | 8:58,66  | 3.       | 15.      |             |             |             |          |          |          | 8:39,47 |          |
| Zola Budd-Pieterse                                                            | 3000 m          | 8:44,62  | 3.       | 4.       |             |             |             |          |          |          | 8:48,80 | 7.       |
| Jane Furniss-Shields                                                          | 3000 m          | 8:48,00  | 6.       | 10.      |             |             |             |          |          |          | kiesett | kiesett  |
| Priscilla Welch                                                               | Maraton         |          |          |          |             |             |             |          |          |          | 2:28:54 | 6.       |
| Joyce Smith                                                                   | Maraton         |          |          |          |             |             |             |          |          |          | 2:32:48 | 11.      |
| Sarah Rowell                                                                  | Maraton         |          |          |          |             |             |             |          |          |          | 2:34:08 | 14.      |
| Shirley Strong                                                                | 100 m gát       | 12,86    | 1.       | 1.       |             |             |             | 13,16    | 2.       | 5.       | 12,88   |          |
| Sharon Colyear-Danville                                                       | 100 m gát       | 13,46    | 3.       | 11.      |             |             |             | 13,35    | 5.       | 8.       | kiesett | kiesett  |
| Gladys Taylor                                                                 | 400 m gát       | 57,64    | 4.       | 13.      |             |             |             | 56,72    | 5.       | 12.      | kiesett | kiesett  |
| Sue Morley                                                                    | 400 m gát       | 58,71    | 3.       | 19.      |             |             |             | 56,67    | 7.       | 11.      | kiesett | kiesett  |
| Simone Jacobs Kathy Smallwood-Cook Bev Goddard-Callender Heather Hunte-Oakes  | 4 × 100 m váltó | 43,47    | 2.       | 3.       |             |             |             |          |          |          | 43,11   |          |
| Michelle Probert-Scutt Helen Barnett-Burkart Gladys Taylor Joslyn Hoyte-Smith | 4 × 400 m váltó | 3:27,68  | 3.       | 3.       |             |             |             |          |          |          | 3:25,51 | 4.       |

| Versenyző              | Versenyszám   | Selejtező | Selejtező | Döntő    | Döntő    |
| Versenyző              | Versenyszám   | Eredmény  | Helyezés  | Eredmény | Helyezés |
| ---------------------- | ------------- | --------- | --------- | -------- | -------- |
| Diana Elliott-Davies   | Magasugrás    | 190 cm    | 8.        | 188 cm   | 9.       |
| Judy Livermore-Simpson | Magasugrás    | 184 cm    | 19.       | kiesett  | kiesett  |
| Sue Hearnshaw          | Távolugrás    | 664 cm    | 3.        | 680 cm   |          |
| Judy Oakes             | Súlylökés     |           |           | 18,14 m  | 4.       |
| Venissa Head           | Súlylökés     |           |           | 17,90 m  | 6.       |
| Venissa Head           | Diszkoszvetés | 55,24 m   | 8.        | 58,18 m  | 7.       |
| Meg Ritchie            | Diszkoszvetés | 56,00 m   | 6.        | 62,58 m  | 5.       |
| Tessa Sanderson        | Gerelyhajítás | 61,58 m   | 5.        | 69,56 m  |          |
| Fatima Whitbread       | Gerelyhajítás | 65,30 m   | 1.        | 67,14 m  |          |
| Sharon Gibson          | Gerelyhajítás | 60,88 m   | 8.        | 59,66 m  | 9.       |

| Versenyző              | Versenyszám | 100 m gát | 100 m gát | Magasugrás | Magasugrás | Súlylökés | Súlylökés | 200 m | 200 m | Távolugrás | Távolugrás | Gerelyhajítás | Gerelyhajítás | 800 m   | 800 m | Végeredmény | Végeredmény |
| Versenyző              | Versenyszám | Idő       | Pont      | Eredmény   | Pont       | Eredmény  | Pont      | Idő   | Pont  | Eredmény   | Pont       | Eredmény      | Pont          | Idő     | Pont  | Pont        | Helyezés    |
| ---------------------- | ----------- | --------- | --------- | ---------- | ---------- | --------- | --------- | ----- | ----- | ---------- | ---------- | ------------- | ------------- | ------- | ----- | ----------- | ----------- |
| Judy Livermore-Simpson | Hétpróba    | 13,07     | 992       | 186 cm     | 1086       | 13,86 m   | 830       | 24,95 | 851   | 633 cm     | 978        | 33,64 m       | 662           | 2:13,01 | 881   | 6280        | 5.          |
| Kim Hagger             | Hétpróba    | 13,39     | 946       | 186 cm     | 1086       | 12,29 m   | 737       | 24,72 | 871   | 637 cm     | 986        | 35,42 m       | 692           | 2:18,44 | 809   | 6127        | 8.          |

* - egy másik versenyzővel azonos eredményt ért el

** - két másik versenyzővel azonos eredményt ért el

## Birkózás
Szabadfogású
| Versenyző     | Versenyszám | Vigaszágas kiesés | Vigaszágas kiesés | 5. helyért        | Bronz- mérkőzés         | Döntő             | Helyezés    |
| Versenyző     | Versenyszám | Ellenfél Eredmény | Hely.             | Ellenfél Eredmény | Ellenfél Eredmény       | Ellenfél Eredmény | Helyezés    |
| ------------- | ----------- | --- | ----------------- | ----------------- | ----------------------- | ----------------- | ----------- |
| Gary Moores   | 52 kg       | B csoport · Farag Ali (EGY) · kétvállas · Joe Gonzales (USA) · kétvállas · Šaban Trstena (YUG) · kétvállas                                                                             | 5.                | kiesett           | kiesett                 | kiesett           | helyezetlen |
| Brian Aspen   | 57 kg       | A csoport · Marwan Suhail Aboud (IRQ) · 5–2 · Tomijama Hideaki (JPN) · kétvállas · Ibrahim Akgül (TUR) · 8–5                                                                           | 4.                | kiesett           | kiesett                 | kiesett           | helyezetlen |
| Mark Dunbar   | 62 kg       | B csoport · Randy Lewis (USA) · 0–12 · Gian Singh (IND) · 5–6 | 6.                | kiesett           | kiesett                 | kiesett           | helyezetlen |
| Steve Bayliss | 68 kg       | A csoport · Francisco Iglesias (ESP) · kétvállas · Hussain El-Din Hamed (EGY) · 2–8 · Jukka Rauhala (FIN) · 3–10                                                                       | 6.                | kiesett           | kiesett                 | kiesett           | helyezetlen |
| Fitz Walker   | 74 kg       | B csoport · Marc Mongeon (CAN) · kétvállas · Higucsi Naomi (JPN) · 4–7 | 9.                | kiesett           | kiesett                 | kiesett           | helyezetlen |
| Stefan Kurpas | 82 kg       | B csoport · Chris Rinke (CAN) · 0–12 · Kally Agogo (NGR) · passzivitás · Luciano Ortelli (ITA) · passzivitás                                                                           | 5.                | kiesett           | kiesett                 | kiesett           | helyezetlen |
| Noel Loban    | 90 kg       | B csoport · Bodo Lukowski (FRG) · passzivitás · Mamadou Diallo (MTN) · kétvállas · Michele Azzola (ITA) · kétvállas · Döntő · Macauley Appah (NGR) · kétvállas · Óta Akira (JPN) · 2–4 | 2.                |                   | Clark Davis (CAN) · 5–1 |                   |             |

## Cselgáncs
| Versenyző          | Versenyszám  | Csoport | Selejtező         | 32-es főtábla               | Nyolcaddöntő                            | Negyeddöntő                               | Elődöntő                               | Vigaszág nyolcaddöntő | Vigaszág negyeddöntő   | Vigaszág elődöntő            | Bronz- mérkőzés              | Döntő                 | Helyezés |
| Versenyző          | Versenyszám  | Csoport | Ellenfél Eredmény | Ellenfél Eredmény           | Ellenfél Eredmény                       | Ellenfél Eredmény                         | Ellenfél Eredmény                      | Ellenfél Eredmény     | Ellenfél Eredmény      | Ellenfél Eredmény            | Ellenfél Eredmény            | Ellenfél Eredmény     | Helyezés |
| ------------------ | ------------ | ------- | ----------------- | --------------------------- | --------------------------------------- | ----------------------------------------- | -------------------------------------- | --------------------- | ---------------------- | ---------------------------- | ---------------------------- | --------------------- | -------- |
| Neil Eckersley     | Légsúly      | B       |                   | Anders Hellqvist (SWE) · GY | Rafael González (MEX) · GY              | Eddy Koaz (ISR) · GY                      | Hoszokava Sindzsi (JPN) · V            |                       |                        |                              | Felice Mariani (ITA) · GY    |                       |          |
| Stephen Gawthorpe  | Harmatsúly   | A       | erőnyerő          | Rui Rosa (POR) · GY         | Macuoka Josijuki (JPN) · V              |                                           |                                        |                       | Philip Laats (BEL) · V | Constantin Niculae (ROU) · V | Marc Alexandre (FRA) · V     |                       | 5.       |
| Kerrith Brown      | Könnyűsúly   | B       |                   | Vojo Vujević (YUG) · GY     | Steffen Stranz (FRG) · GY               | Liao Tö-cseng (Liaw Der-Cheng) (TPE) · GY | An Bjonggun (An Byeong-Geun) (KOR) · V |                       |                        |                              | Nakanisi Hidetosi (JPN) · GY |                       |          |
| Neil Adams         | Váltósúly    | A       | erőnyerő          | Rob Henneveld (NED) · GY    | Sayed Al-Tubaikh (KUW) · GY             | Michel Nowak (FRA) · GY                   | Filip Leščak (YUG) · GY                |                       |                        |                              |                              | Frank Wieneke (FRG) · |          |
| Densign White      | Középsúly    | B       |                   | Eric-Louis Bessi (MON) · GY | Alfonso García (ESP) · GY               | Robert Berland (USA) · V                  |                                        |                       |                        | Magnus Büchel (LIE) · GY     | Wálter Carmona (BRA) · V     |                       | 5.       |
| Nicholas Kokotaylo | Félnehézsúly | B       |                   | Metin Orgarun (TUR) · GY    | Essambo Ewane (CMR) · GY                | Günther Neureuther (FRG) · V              | kiesett                                |                       |                        |                              |                              |                       | 11.      |
| Elvis Gordon       | Nehézsúly    | A       |                   |                             | Cso Jongcshol (Jo Yong-Cheol) (KOR) · V | kiesett                                   | kiesett                                |                       |                        |                              |                              |                       | 11.      |
| Paul Radburn       | Nyílt        | B       |                   |                             | Arthur Schnabel (FRG) · V               | kiesett                                   | kiesett                                |                       |                        |                              |                              |                       | 11.      |

## Evezés
Férfi
| Versenyző | Versenyszám              | Előfutam | Előfutam | Vigaszág | Vigaszág | Elődöntő | Elődöntő | Döntő | Döntő   | Döntő | Helyezés |
| Versenyző | Versenyszám              | Idő      | Hely.    | Idő      | Hely.    | Idő      | Hely.    | Típus | Idő     | Hely. | Helyezés |
| --- | ------------------------ | -------- | -------- | -------- | -------- | -------- | -------- | ----- | ------- | ----- | -------- |
| John Beattie Richard Stanhope | Kormányos nélküli kettes | 7:16,39  | 3.       | erőnyerő | erőnyerő | 7:09,17  | 6.       | B     | 7:08,07 | 6.    | 12.      |
| Adrian Genziani Bill Lang Alan Inns | Kormányos kettes         | 7:20,51  | 3.       | 7:38,20  | 4.       |          |          | B     | 7:27,56 | 2.    | 8.       |
| Jonathan Clift John Garrett Martin Knight John Bland                                                                                    | Kormányos nélküli négyes | 6:23,95  | 5.       | 6:32,84  | 4.       |          |          | B     | 6:32,13 | 3.    | 9.       |
| Martin Cross Richard Budgett Andy Holmes Steve Redgrave Adrian Ellison                                                                  | Kormányos négyes         | 6:18,79  | 1.       | erőnyerő | erőnyerő |          |          | A     | 6:18,64 | 1.    |          |
| Duncan McDougall Chris Mahoney Salih Hassan Clive Roberts Adam Clift John Pritchard Malcolm McGowan Allan Whitwell Colin, Lord Moynihan | Nyolcas                  | 5:55,18  | 3.       | 6:00,45  | 3.       |          |          | A     | 5:47,01 | 5.    | 5.       |

Női
| Versenyző | Versenyszám              | Előfutam | Előfutam | Vigaszág | Vigaszág | Elődöntő | Elődöntő | Döntő | Döntő   | Döntő | Helyezés |
| Versenyző | Versenyszám              | Idő      | Hely.    | Idő      | Hely.    | Idő      | Hely.    | Típus | Idő     | Hely. | Helyezés |
| --- | ------------------------ | -------- | -------- | -------- | -------- | -------- | -------- | ----- | ------- | ----- | -------- |
| Beryl Mitchell | Egypárevezős             | 3:45,18  | 1.       | erőnyerő | erőnyerő | 3:56,59  | 3.       | A     | 3:51,20 | 6.    | 6.       |
| Nonie Ray Sally Bloomfield                                                                                                 | Kétpárevezős             | 3:37,72  | 4.       | 3:38,89  | 6.       |          |          | B     | 3:40,08 | 2.    | 8.       |
| Kate Panter Ruth Howe | Kormányos nélküli kettes |          |          |          |          |          |          | A     | 3:48,53 | 6.    | 6.       |
| Teresa Millar Jean Genchi Joanna Toch Katie Ball Kathy Talbot                                                              | Kormányos négyes         | 3:32,27  | 4.       | 3:33,42  | 3.       |          |          | B     | 3:33,72 | 1.    | 7.       |
| Alexa Forbes Kate McNicol Kate Holroyd Belinda Holmes Sarah Hunter-Jones Astrid Ayling Ann Callaway Gill Hodges Sue Bailey | Nyolcas                  |          |          |          |          |          |          | A     | 3:04,51 | 5.    | 5.       |

## Gyeplabda

### Férfi
| Brit férfi gyeplabdacsapat-játékoskeret                                                                     | Brit férfi gyeplabdacsapat-játékoskeret                                                                                        |
| --- | --- |
| - Ian C. B. Taylor - Sam Martin - Paul Barber - Bob Cattrall - Jon Potter - Richard Dodds - Billy McConnell | - Norman Hughes - David Westcott - Richard Leman - Steve Batchelor - Sean Kerly - James Duthie - Kulbir Bhaura - Mark Precious |

#### Eredmények
Csoportkör
B csoport
| Csapat               | M | Gy | D | V | G+ | G– | Gk  | P |
| -------------------- | - | -- | - | - | -- | -- | --- | - |
| Nagy-Britannia (GBR) | 5 | 4  | 1 | 0 | 10 | 5  | +5  | 9 |
| Pakisztán (PAK)      | 5 | 2  | 3 | 0 | 16 | 7  | +9  | 7 |
| Hollandia (NED)      | 5 | 3  | 1 | 1 | 16 | 9  | +7  | 7 |
| Új-Zéland (NZL)      | 5 | 1  | 2 | 2 | 10 | 10 | 0   | 4 |
| Kenya (KEN)          | 5 | 1  | 0 | 4 | 5  | 14 | –9  | 2 |
| Kanada (CAN)         | 5 | 0  | 1 | 4 | 7  | 19 | –12 | 1 |

| 1984. július 30. 17:15 | Nagy-Britannia (GBR) | 2–1 | Kenya (KEN) |  |
| 1984. július 30. 17:15 | (1–1)                |     |             |  |

| 1984. augusztus 1. 15:30 | Nagy-Britannia (GBR) | 3–1 | Kanada (CAN) |  |
| 1984. augusztus 1. 15:30 | (2–0)                |     |              |  |

| 1984. augusztus 3. 13:45 | Nagy-Britannia (GBR) | 1–0 | Új-Zéland (NZL) |  |
| 1984. augusztus 3. 13:45 | (1–0)                |     |                 |  |

| 1984. augusztus 5. 13:45 | Nagy-Britannia (GBR) | 4–3 | Hollandia (NED) |  |
| 1984. augusztus 5. 13:45 | (2–0)                |     |                 |  |

| 1984. augusztus 7. 8:00 | Nagy-Britannia (GBR) | 0–0 | Pakisztán (PAK) |  |
| 1984. augusztus 7. 8:00 |                      |     |                 |  |

Elődöntő
| 1984. augusztus 9. 16:45 | NSZK (FRG) | 1–0 | Nagy-Britannia (GBR) |  |
| 1984. augusztus 9. 16:45 | (0–0)      |     |                      |  |

Bronzmérkőzés
| 1984. augusztus 11. 9:15 | Nagy-Britannia (GBR) | 3–2 | Ausztrália (AUS) |  |
| 1984. augusztus 11. 9:15 | (1–2)                |     |                  |  |

| Csapat               | Helyezés |
| -------------------- | -------- |
| Nagy-Britannia (GBR) |          |

## Íjászat
| Versenyző         | Versenyszám  | 1. forduló | 1. forduló | 2. forduló | 2. forduló | Összesítés | Összesítés |
| Versenyző         | Versenyszám  | Pont       | Hely.      | Pont       | Hely.      | Pont       | Helyezés   |
| ----------------- | ------------ | ---------- | ---------- | ---------- | ---------- | ---------- | ---------- |
| Steven Hallard    | Férfi egyéni | 1235       | 16.        | 1238       | 20.        | 2473       | 21.        |
| Peter Gillam      | Férfi egyéni | 1223       | 29.        | 1212       | 32.        | 2435       | 30.        |
| Richard Priestman | Férfi egyéni | 1172       | 48.        | 1167       | 47.        | 2339       | 48.        |
| Eileen Robinson   | Női egyéni   | 1198       | 32.        | 1210       | 24.        | 2408       | 29.        |
| Angela Goodall    | Női egyéni   | 1209       | 28.        | 1192       | 31.        | 2401       | 30.        |
| Susan Willcox     | Női egyéni   | 1231       | 14.        | 1167       | 36.        | 2398       | 31.        |

## Kajak-kenu
Férfi
| Versenyző                                             | Versenyszám         | Előfutam | Előfutam | Előfutam | Vigaszág | Vigaszág | Vigaszág | Elődöntő | Elődöntő | Elődöntő | Döntő   | Döntő    |
| Versenyző                                             | Versenyszám         | Idő      | Hely.    | Össz.    | Idő      | Hely.    | Össz.    | Idő      | Hely.    | Össz.    | Idő     | Helyezés |
| ----------------------------------------------------- | ------------------- | -------- | -------- | -------- | -------- | -------- | -------- | -------- | -------- | -------- | ------- | -------- |
| David Upson                                           | Kajak egyes 500 m   | 1:52,55  | 4.       | 7.       | 1:54,72  | 2.       | 5.       | 1:49,26  | 3.       | 6.       | 1:49,32 | 5.       |
| Stephen Jackson                                       | Kajak egyes 1000 m  | 3:55,12  | 2.       | 5.       | erőnyerő | erőnyerő | erőnyerő | 3:56,57  | 1.       | 4.       | 3:52,25 | 8.       |
| Andrew Sheriff Jeremy West                            | Kajak kettes 500 m  | 1:37,54  | 1.       | 5.       | erőnyerő | erőnyerő | erőnyerő | 1:36,56  | 1.       | 3.       | 1:36,73 | 8.       |
| Christopher Canham Jan Raciborski                     | Kajak kettes 1000 m | 3:35,93  | 3.       | 12.      | erőnyerő | erőnyerő | erőnyerő | 3:35,77  | 4.       | 13.      | kiesett | kiesett  |
| Grayson Bourne Andrew Sheriff Kevin Smith Jeremy West | Kajak négyes 1000 m | 3:21,05  | 7.       | 14.      | 3:18,67  | 1.       | 4.       | 3:07,52  | 3.       | 4.       | 3:04,59 | 5.       |
| Stephen Train                                         | Kenu egyes 500 m    | 2:08,80  | 5.       | 10.      | 2:12,69  | 1.       | 4.       | 2:06,01  | 4.       | 10.      | kiesett | kiesett  |
| Stephen Train                                         | Kenu egyes 1000 m   | 4:21,71  | 4.       | 6.       | 4:23,15  | 1.       | 1.       |          |          |          | 4:16,64 | 6.       |
| Eric Jamieson Andrew Train                            | Kenu kettes 500 m   | 1:52,22  | 3.       | 7.       | erőnyerő | erőnyerő | erőnyerő |          |          |          | 1:49,59 | 7.       |
| Andrew Train Stephen Train                            | Kenu kettes 1000 m  | 3:59,70  | 2.       | 7.       | erőnyerő | erőnyerő | erőnyerő |          |          |          | 4:00,92 | 9.       |

Női
| Versenyző                                                | Versenyszám        | Előfutam | Előfutam | Előfutam | Vigaszág | Vigaszág | Vigaszág | Döntő   | Döntő    |
| Versenyző                                                | Versenyszám        | Idő      | Hely.    | Össz.    | Idő      | Hely.    | Össz.    | Idő     | Helyezés |
| -------------------------------------------------------- | ------------------ | -------- | -------- | -------- | -------- | -------- | -------- | ------- | -------- |
| Lesley Smither                                           | Kajak egyes 500 m  | 2:10,81  | 5.       | 10.      | 2:03,80  | 3.       | 3.       | 2:04,09 | 9.       |
| Lucy Perrett Lesley Smither                              | Kajak kettes 500 m | 1:54,98  | 3.       | 7.       |          |          |          | 1:51,73 | 8.       |
| Janine Lawler Lucy Perrett Lesley Smither Deborah Watson | Kajak négyes 500 m |          |          |          |          |          |          | 1:46,30 | 8.       |

## Kerékpározás

### Országúti kerékpározás
Férfi
| Versenyző                                                | Versenyszám     | Idő             | Helyezés      |
| -------------------------------------------------------- | --------------- | --------------- | ------------- |
| Mark Bell                                                | Mezőnyverseny   | nem ért célba   | nem ért célba |
| Neil Martin                                              | Mezőnyverseny   | nem ért célba   | nem ért célba |
| Pete Sanders                                             | Mezőnyverseny   | nem ért célba   | nem ért célba |
| Darryl Webster                                           | Mezőnyverseny   | nem ért célba   | nem ért célba |
| Steve Poulter Keith Reynolds Pete Sanders Darryl Webster | Csapat időfutam | 2:05:51 (+7:23) | 8.            |

Női
| Versenyző            | Versenyszám   | Idő              | Helyezés |
| -------------------- | ------------- | ---------------- | -------- |
| Catherine Swinnerton | Mezőnyverseny | 2:13:28 (+2:14)  | 13.      |
| Linda Gornall        | Mezőnyverseny | 2:13:28 (+2:14)  | 17.      |
| Maria Blower         | Mezőnyverseny | 2:22:03 (+10:49) | 29.      |
| Muriel Sharp         | Mezőnyverseny | 2:22:03 (+10:49) | 30.      |

### Pálya-kerékpározás
Sprintverseny
| Versenyző  | Versenyszám  | 1. forduló                                     | 1. forduló | Vigaszág               | Vigaszág | Döntő                  | Döntő | 2. forduló                | 2. forduló | Vigaszág                  | Vigaszág | Nyolcaddöntő                                       | Nyolcaddöntő | Vigaszág                                                           | Vigaszág | Döntő                | Döntő   | Negyeddöntő          | 5–8. helyért           | 5–8. helyért | Elődöntő             | Döntő                | Helyezés |
| Versenyző  | Versenyszám  | Ellenfelek Győztes idő                         | Hely       | Ellenfelek Győztes idő | Hely     | Ellenfelek Győztes idő | Hely  | Ellenfél Győztes idő      | Hely       | Ellenfél Győztes idő      | Hely     | Ellenfelek Győztes idő                             | Hely         | Ellenfelek Győztes idő                                             | Hely     | Ellenfél Győztes idő | Hely    | Ellenfél Győztes idő | Ellenfelek Győztes idő | Hely         | Ellenfél Győztes idő | Ellenfél Győztes idő | Helyezés |
| ---------- | ------------ | ---------------------------------------------- | ---------- | ---------------------- | -------- | ---------------------- | ----- | ------------------------- | ---------- | ------------------------- | -------- | -------------------------------------------------- | ------------ | ------------------------------------------------------------------ | -------- | -------------------- | ------- | -------------------- | ---------------------- | ------------ | -------------------- | -------------------- | -------- |
| Mark Barry | Férfi egyéni | James Joseph (GUY) · Gene Samuel (TRI) · 11,84 | 1.         |                        |          |                        |       | Frank Orban (BEL) · 11,33 | 2.         | Rosman Alwi (MAS) · 11,64 | 1.       | Nelson Vails (USA) · Fredy Schmidtke (FRG) · 11,05 | 3.           | Li Fu-hsziang (Lee Fu-Hsiang) (TPE) · Nakatake Kacuo (JPN) · 11,67 | 3.       | kiesett              | kiesett | kiesett              | kiesett                | kiesett      | kiesett              | kiesett              | kiesett  |

Időfutam
| Név        | Versenyszám  | Idő     | Helyezés |
| ---------- | ------------ | ------- | -------- |
| Mark Barry | Férfi egyéni | 1:09,54 | 18.      |

Üldözőversenyek
| Versenyző                                       | Versenyszám  | Selejtező | Selejtező | Nyolcaddöntő               | Nyolcaddöntő | Negyeddöntő  | Negyeddöntő | Elődöntő     | Elődöntő  | Döntő        | Döntő     | Helyezés |
| Versenyző                                       | Versenyszám  | Idő       | Hely.     | Ellenfél Idő               | Saját idő    | Ellenfél Idő | Saját idő   | Ellenfél Idő | Saját idő | Ellenfél Idő | Saját idő | Helyezés |
| ----------------------------------------------- | ------------ | --------- | --------- | -------------------------- | ------------ | ------------ | ----------- | ------------ | --------- | ------------ | --------- | -------- |
| Shaun Wallace                                   | Férfi egyéni | 4:51,91   | 11.       | Dean Woods (AUS) · 4:43,72 | 4:50,80      | kiesett      | kiesett     | kiesett      | kiesett   | kiesett      | kiesett   | 12.      |
| Steve Bent                                      | Férfi egyéni | 5:02,17   | 26.       | kiesett                    | kiesett      | kiesett      | kiesett     | kiesett      | kiesett   | kiesett      | kiesett   | kiesett  |
| Steve Bent Paul Curran Mark Noble Adrian Timmis | Férfi csapat | 4:36,74   | 12.       |                            |              | kiesett      | kiesett     | kiesett      | kiesett   | kiesett      | kiesett   | kiesett  |

Pontverseny
| Név           | Versenyszám | Selejtező | Selejtező  | Selejtező | Döntő | Döntő      | Döntő    |
| Név           | Versenyszám | Pont      | Körhátrány | Hely.     | Pont  | Körhátrány | Helyezés |
| ------------- | ----------- | --------- | ---------- | --------- | ----- | ---------- | -------- |
| Shaun Wallace | Férfi       | 18        | –1         | 8.        | 1     | –3         | 21.      |
| Paul Curran   | Férfi       | 13        | –2         | 9.        | 13    | –4         | 22.      |

## Lovaglás
Díjlovaglás
| Versenyző                                                    | Ló             | Versenyszám | Selejtező | Selejtező | Döntő   | Döntő    |
| Versenyző                                                    | Ló             | Versenyszám | Pont      | Hely.     | Pont    | Helyezés |
| ------------------------------------------------------------ | -------------- | ----------- | --------- | --------- | ------- | -------- |
| Christopher Bartle                                           | Wily Trout     | Egyéni      | 1547      | 11.       | 1279    | 6.       |
| Jane Bartle-Wilson                                           | Pinocchio      | Egyéni      | 1489      | 23.       | kiesett | kiesett  |
| Jennie Loriston-Clarke                                       | Prince Consort | Egyéni      | 1427      | 30.       | kiesett | kiesett  |
| Christopher Bartle Jane Bartle-Wilson Jennie Loriston-Clarke | lásd fentebb   | Csapat      |           |           | 4463    | 8.       |

Díjugratás
| Versenyző                                             | Ló                                              | Versenyszám | 1. forduló | 1. forduló | 2. forduló | 2. forduló | Összesen | Összesen |
| Versenyző                                             | Ló                                              | Versenyszám | Pont       | Hely.      | Pont       | Hely.      | Pont     | Helyezés |
| ----------------------------------------------------- | ----------------------------------------------- | ----------- | ---------- | ---------- | ---------- | ---------- | -------- | -------- |
| Tim Grubb                                             | Linky                                           | Egyéni      | 8,25       | 13.        | 9,00       | 20.        | 17,25    | 13.      |
| John Whitaker                                         | Ryan's Son                                      | Egyéni      | 12,00      | 15.        | 8,00       | 10.        | 20,00    | 14.      |
| Michael Whitaker                                      | Overton Amanda                                  | Egyéni      | 0,00       | 1.         | 28,50      | 26.        | 28,50    | 24.      |
| Michael Whitaker John Whitaker Steven Smith Tim Grubb | Overton Amanda Ryan's Son Shining Example Linky | Csapat      | 24,00      | 4.         | 12,75      | 2.         | 36,75    |          |

Lovastusa
| Versenyző                                                                | Ló           | Versenyszám | Díjlovaglás | Díjlovaglás | Tereplovaglás | Tereplovaglás | Díjugratás | Díjugratás | Végeredmény | Végeredmény |
| Versenyző                                                                | Ló           | Versenyszám | Bünt.       | Hely.       | Bünt.         | Hely.         | Bünt.      | Hely.      | Bünt.       | Helyezés    |
| ------------------------------------------------------------------------ | ------------ | ----------- | ----------- | ----------- | ------------- | ------------- | ---------- | ---------- | ----------- | ----------- |
| Virginia Holgate-Leng                                                    | Priceless    | Egyéni      | 56,40       | 7.          | 0,40          | 5.            | 0,00       | 1.         | 56,80       |             |
| Lucinda Prior-Palmer-Green                                               | Regal Realm  | Egyéni      | 63,80       | 22.         | 0,00          | 1.            | 0,00       | 1.         | 63,80       | 6.          |
| Ian Stark                                                                | Oxford Blue  | Egyéni      | 56,40       | 7.          | 7,20          | 9.            | 5,00       | 23.        | 68,60       | 9.          |
| Diana Clapham                                                            | Windjammer   | Egyéni      | 70,00       | 35.         | 95,20         | 34.           | 0,00       | 1.         | 165,20      | 32.         |
| Virginia Holgate-Leng Lucinda Prior-Palmer-Green Ian Stark Diana Clapham | lásd fentebb | Csapat      | 176,60      | 4.          | 7,60          | 2.            | 0,00       | 1.         | 189,20      |             |

## Műugrás
Férfi
| Versenyző     | Versenyszám        | Selejtező | Selejtező | Döntő   | Döntő    |
| Versenyző     | Versenyszám        | Pont      | Helyezés  | Pont    | Helyezés |
| ------------- | ------------------ | --------- | --------- | ------- | -------- |
| Nigel Stanton | Egyéni műugrás     | 521,61    | 15.       | kiesett | kiesett  |
| Chris Snode   | Egyéni műugrás     | 592,68    | 5.        | 609,51  | 5.       |
| Chris Snode   | Egyéni toronyugrás | 507,96    | 6.        | 524,40  | 7.       |
| Bob Morgan    | Egyéni toronyugrás | 474,09    | 14.       | kiesett | kiesett  |

Női
| Versenyző      | Versenyszám        | Selejtező | Selejtező | Döntő   | Döntő    |
| Versenyző      | Versenyszám        | Pont      | Helyezés  | Pont    | Helyezés |
| -------------- | ------------------ | --------- | --------- | ------- | -------- |
| Alison Childs  | Egyéni műugrás     | 400,68    | 19.       | kiesett | kiesett  |
| Carolyn Roscoe | Egyéni toronyugrás | 312,39    | 18.       | kiesett | kiesett  |
| Lindsey Fraser | Egyéni toronyugrás | 295,86    | 19.       | kiesett | kiesett  |

## Ökölvívás
| Versenyző        | Versenyszám     | Selejtező                     | 32-es főtábla                                | Nyolcaddöntő                             | Negyeddöntő                  | Elődöntő                      | Döntő             | Helyezés |
| Versenyző        | Versenyszám     | Ellenfél Eredmény             | Ellenfél Eredmény                            | Ellenfél Eredmény                        | Ellenfél Eredmény            | Ellenfél Eredmény             | Ellenfél Eredmény | Helyezés |
| ---------------- | --------------- | ----------------------------- | -------------------------------------------- | ---------------------------------------- | ---------------------------- | ----------------------------- | ----------------- | -------- |
| John Lyon        | Papírsúly       |                               | Alego Akomi (SUD) · 5:0                      | Yehuda Ben Haim (ISR) · 5:0              | Paul Gonzales (USA) · 1:4    | kiesett                       | kiesett           | 5.       |
| Pat Clinton      | Légsúly         |                               | Leonard Makhanya (SWZ) · 5:0                 | Redžep Redžepovski (YUG) · KO            | kiesett                      | kiesett                       | kiesett           | 9.       |
| John Hyland      | Harmatsúly      | erőnyerő                      | Mun Szonggil (Mun Seong-Gil) (KOR) · feladta | kiesett                                  | kiesett                      | kiesett                       | kiesett           | 17.      |
| Kevin Taylor     | Pehelysúly      | erőnyerő                      | Jonathan Magagula (SWZ) · 5:0                | Pak Hjongok (Park Hyeong-Ok) (KOR) · 2:3 | kiesett                      | kiesett                       | kiesett           | 9.       |
| Alex Dickson     | Könnyűsúly      | erőnyerő                      | Desiré Ollo (GAB) · 5:0                      | Luis Ortíz (PUR) · KO                    | kiesett                      | kiesett                       | kiesett           | 9.       |
| Dave Griffiths   | Kisváltósúly    | erőnyerő                      | Clifton Charleswell (ISV) · 5:0              | Dhawee Umponmaha (THA) · 1:4             | kiesett                      | kiesett                       | kiesett           | 9.       |
| Mickey Hughes    | Váltósúly       | Paul Rasamimanana (MAD) · 5:0 | Rudel Obreja (ROU) · 0:5                     | kiesett                                  | kiesett                      | kiesett                       | kiesett           | 17.      |
| Rod Douglas      | Nagyváltósúly   | erőnyerő                      | Stephen Okumu (KEN) · 4:1                    | Ogivara Csiharu (JPN) · 4:1              | Shawn O'Sullivan (CAN) · 0:5 | kiesett                       | kiesett           | 5.       |
| Brian Schumacher | Középsúly       |                               | erőnyerő                                     | Virgil Hill (USA) · 0:5                  | kiesett                      | kiesett                       | kiesett           | 9.       |
| Tony Wilson      | Félnehézsúly    |                               | erőnyerő                                     | Roberto Oviedo (ARG) · RSC               | Mustapha Moussa (ALG) · 0:5  | kiesett                       | kiesett           | 5.       |
| Doug Young       | Nehézsúly       |                               | erőnyerő                                     | Georgios Stefanopoulos (GRE) · KO        | kiesett                      | kiesett                       | kiesett           | 9.       |
| Bobby Wells      | Szupernehézsúly |                               |                                              | erőnyerő                                 | Viliami Pulu (TGA) · KO      | Francesco Damiani (ITA) · RSC | kiesett           |          |

RSC – a mérkőzésvezető megállította a mérkőzést

## Öttusa
| Versenyző                                      | Versenyszám | Lovaglás | Lovaglás | Lovaglás | Vívás    | Vívás | Vívás | Úszás    | Úszás | Úszás | Lövészet | Lövészet | Lövészet | Futás    | Futás | Futás | Összesen    | Összesen |
| Versenyző                                      | Versenyszám | Idő      | Pont     | Hely.    | Pontszám | Pont  | Hely. | Idő      | Pont  | Hely. | Eredmény | Pont     | Hely.    | Idő      | Pont  | Hely. | Összes pont | Helyezés |
| ---------------------------------------------- | ----------- | -------- | -------- | -------- | -------- | ----- | ----- | -------- | ----- | ----- | -------- | -------- | -------- | -------- | ----- | ----- | ----------- | -------- |
| Richard Phelps                                 | Egyéni      | 1:35,20  | 1100     | 3.       | 32–19    | 912   | 5.    | 3:16,224 | 1304  | 5.    | 184      | 780      | 43.      | 12:36,57 | 1295  | 1.    | 5391        | 4.       |
| Michael Mumford                                | Egyéni      | 1:36,28  | 950      | 38.      | 27–24    | 802   | 22.   | 3:24,617 | 1236  | 16.   | 190      | 912      | 24.      | 14:01,78 | 1040  | 31.   | 4940        | 24.      |
| Stephen Sowerby                                | Egyéni      | 2:17,51  | 555      | 49.      | 20–31    | 648   | 44.   | 3:26,318 | 1224  | 19.   | 191      | 934      | 19.      | 13:07,56 | 1202  | 6.    | 4563        | 37.      |
| Richard Phelps Michael Mumford Stephen Sowerby | Csapat      |          | 2605     | 15.      |          | 2362  | 9.    |          | 3764  | 2.    |          | 2626     | 10.      |          | 3537  | 2.    | 14 894      | 7.       |

## Sportlövészet
Férfi
| Versenyző         | Versenyszám           | Pont           | Helyezés |
| ----------------- | --------------------- | -------------- | -------- |
| John Cooke        | Gyorstüzelő pisztoly  | 583            | 23.      |
| Graham Harvey     | Gyorstüzelő pisztoly  | 583            | 23.      |
| Arthur Spencer    | Szabadpisztoly        | 543            | 27.      |
| Geoffrey Robinson | Szabadpisztoly        | 521            | 46.      |
| Barry Dagger      | Légpuska              | 587 (szét: 22) |          |
| Malcolm Cooper    | Légpuska              | 579            | 15.      |
| Malcolm Cooper    | Sportpuska, összetett | 1173           |          |
| Alister Allan     | Sportpuska, összetett | 1162           |          |
| Alister Allan     | Sportpuska, fekvő     | 595            | 4.       |
| Michael Sullivan  | Sportpuska, fekvő     | 596            |          |
| David Chapman     | Futócéllövészet       | 569            | 15.      |
| Michael Meggison  | Futócéllövészet       | 526            | 22.      |

Női
| Versenyző           | Versenyszám           | Pont | Helyezés |
| ------------------- | --------------------- | ---- | -------- |
| Carol Bartlett-Page | Sportpisztoly         | 575  | 12.      |
| Adrienne Bennett    | Sportpisztoly         | 563  | 27.      |
| Irene Daw           | Sportpuska, összetett | 551  | 25.      |
| Irene Daw           | Légpuska              | 378  | 20.      |
| Sarah Cooper        | Légpuska              | 374  | 25.      |
| Sarah Cooper        | Sportpuska, összetett | 568  | 10.      |

Nyílt
| Versenyző     | Versenyszám | Pont | Helyezés |
| ------------- | ----------- | ---- | -------- |
| Peter Boden   | Trap        | 185  | 14.      |
| Peter Croft   | Trap        | 183  | 17.      |
| Wallace Sykes | Skeet       | 193  | 11.      |
| Paul Bentley  | Skeet       | 190  | 24.      |

## Súlyemelés
| Versenyző       | Versenyszám | Szakítás | Szakítás | Lökés                    | Lökés                    | Összesen | Helyezés |
| Versenyző       | Versenyszám | Eredmény | Helyezés | Eredmény                 | Helyezés                 | Összesen | Helyezés |
| --------------- | ----------- | -------- | -------- | ------------------------ | ------------------------ | -------- | -------- |
| Geoffrey Laws   | 60 kg       | 112,5    | 11.      | 137,5                    | 11.                      | 250,0    | 12.      |
| Dean Willey     | 67,5 kg     | 140,0    | 3.       | 170,0                    | 4.                       | 310,0    | 4.       |
| Dave Morgan     | 75 kg       | 145,0    | 7.       | 185,0                    | 3.                       | 330,0    | 4.       |
| Stephen Pinsent | 75 kg       | 137,5    | 9.       | 170,0                    | 10.                      | 307,5    | 11.      |
| Newton Burrowes | 82,5 kg     | 147,5    | 5.       | 180,0                    | 5.                       | 327,5    | 4.       |
| Tony Supple     | 82,5 kg     | 135,0    | 13.      | 172,5                    | 14.                      | 307,5    | 12.      |
| David Mercer    | 90 kg       | 157,5    | 3.       | 195,0                    | 3.                       | 352,5    |          |
| Keith Boxell    | 90 kg       | 150,0    | 8.       | 192,5                    | 9.                       | 342,5    | 10.      |
| Peter Pinsent   | 100 kg      | 157,5    | 8.       | érvényes kísérlet nélkül | érvényes kísérlet nélkül | kiesett  | kiesett  |
| Gary Taylor     | 110 kg      | 170,0    | 2.       | érvényes kísérlet nélkül | érvényes kísérlet nélkül | kiesett  | kiesett  |

## Szinkronúszás
| Versenyző                        | Versenyszám | Selejtező           | Selejtező           | Selejtező       | Selejtező  | Selejtező  | Döntő           | Döntő      | Döntő      |
| Versenyző                        | Versenyszám | Technikai gyakorlat | Technikai gyakorlat | Zenés gyakorlat | Összesítés | Összesítés | Zenés gyakorlat | Összesítés | Összesítés |
| Versenyző                        | Versenyszám | Pont                | Hely.               | Pont            | Pont       | Hely.      | Pont            | Pont       | Helyezés   |
| -------------------------------- | ----------- | ------------------- | ------------------- | --------------- | ---------- | ---------- | --------------- | ---------- | ---------- |
| Caroline Holmyard                | Egyéni      | 87,400              | 14.                 | 93,00           | 180,400    | 5.         | 94,60           | 182,000    | 6.         |
| Carolyn Wilson                   | Egyéni      | 91,900              | 7.                  | kiesett         | kiesett    | kiesett    | kiesett         | kiesett    | kiesett    |
| Amanda Dodd                      | Egyéni      | 90,466              | 10.                 | kiesett         | kiesett    | kiesett    | kiesett         | kiesett    | kiesett    |
| Caroline Holmyard Carolyn Wilson | Páros       | 89,650              | 4.                  | 92,60           | 182,250    | 4.         | 94,40           | 184,050    | 4.         |

## Torna
Férfi
| Versenyző                                                                            | Versenyszám      | Selejtező | Selejtező | Döntő    | Döntő    |
| Versenyző                                                                            | Versenyszám      | Pontszám  | Helyezés  | Pontszám | Helyezés |
| ------------------------------------------------------------------------------------ | ---------------- | --------- | --------- | -------- | -------- |
| Andrew Morris                                                                        | Talaj            | 19,10     | 36.       | kiesett  | kiesett  |
| Andrew Morris                                                                        | Ugrás            | 19,60     | 16.       | kiesett  | kiesett  |
| Andrew Morris                                                                        | Korlát           | 18,60     | 55.       | kiesett  | kiesett  |
| Andrew Morris                                                                        | Nyújtó           | 18,45     | 66.       | kiesett  | kiesett  |
| Andrew Morris                                                                        | Gyűrű            | 19,50     | 15.       | kiesett  | kiesett  |
| Andrew Morris                                                                        | Lólengés         | 19,15     | 24.       | kiesett  | kiesett  |
| Andrew Morris                                                                        | Egyéni összetett | 114,40    | 47.       | 114,900  | 24.      |
| Keith Langley                                                                        | Talaj            | 18,45     | 63.       | kiesett  | kiesett  |
| Keith Langley                                                                        | Ugrás            | 19,35     | 53.       | kiesett  | kiesett  |
| Keith Langley                                                                        | Korlát           | 18,70     | 53.       | kiesett  | kiesett  |
| Keith Langley                                                                        | Nyújtó           | 19,50     | 25.       | kiesett  | kiesett  |
| Keith Langley                                                                        | Gyűrű            | 19,30     | 33.       | kiesett  | kiesett  |
| Keith Langley                                                                        | Lólengés         | 18,80     | 43.       | kiesett  | kiesett  |
| Keith Langley                                                                        | Egyéni összetett | 114,10    | 50.       | 113,350  | 34.      |
| Terry Bartlett                                                                       | Talaj            | 19,30     | 25.       | kiesett  | kiesett  |
| Terry Bartlett                                                                       | Ugrás            | 19,65     | 10.       | kiesett  | kiesett  |
| Terry Bartlett                                                                       | Korlát           | 18,95     | 43.       | kiesett  | kiesett  |
| Terry Bartlett                                                                       | Nyújtó           | 19,35     | 37.       | kiesett  | kiesett  |
| Terry Bartlett                                                                       | Gyűrű            | 19,10     | 46.       | kiesett  | kiesett  |
| Terry Bartlett                                                                       | Lólengés         | 18,60     | 57.       | kiesett  | kiesett  |
| Terry Bartlett                                                                       | Egyéni összetett | 114,95    | 40.       | 76,375   | 36.      |
| Barry Winch                                                                          | Talaj            | 18,70     | 59.       | kiesett  | kiesett  |
| Barry Winch                                                                          | Ugrás            | 19,50     | 32.       | kiesett  | kiesett  |
| Barry Winch                                                                          | Korlát           | 18,40     | 59.       | kiesett  | kiesett  |
| Barry Winch                                                                          | Nyújtó           | 19,20     | 48.       | kiesett  | kiesett  |
| Barry Winch                                                                          | Gyűrű            | 19,35     | 30.       | kiesett  | kiesett  |
| Barry Winch                                                                          | Lólengés         | 18,75     | 48.       | kiesett  | kiesett  |
| Barry Winch                                                                          | Egyéni összetett | 113,90    | 54.       | kiesett  | kiesett  |
| Richard Benyon                                                                       | Talaj            | 18,75     | 56.       | kiesett  | kiesett  |
| Richard Benyon                                                                       | Ugrás            | 19,15     | 66.       | kiesett  | kiesett  |
| Richard Benyon                                                                       | Korlát           | 18,40     | 59.       | kiesett  | kiesett  |
| Richard Benyon                                                                       | Nyújtó           | 18,90     | 61.       | kiesett  | kiesett  |
| Richard Benyon                                                                       | Gyűrű            | 19,05     | 51.       | kiesett  | kiesett  |
| Richard Benyon                                                                       | Lólengés         | 17,60     | 67.       | kiesett  | kiesett  |
| Richard Benyon                                                                       | Egyéni összetett | 111,85    | 64.       | kiesett  | kiesett  |
| Eddie Van Hoof                                                                       | Talaj            | 18,20     | 68.       | kiesett  | kiesett  |
| Eddie Van Hoof                                                                       | Ugrás            | 19,30     | 56.       | kiesett  | kiesett  |
| Eddie Van Hoof                                                                       | Korlát           | 17,85     | 68.       | kiesett  | kiesett  |
| Eddie Van Hoof                                                                       | Nyújtó           | 19,05     | 58.       | kiesett  | kiesett  |
| Eddie Van Hoof                                                                       | Gyűrű            | 18,60     | 65.       | kiesett  | kiesett  |
| Eddie Van Hoof                                                                       | Lólengés         | 17,25     | 69.       | kiesett  | kiesett  |
| Eddie Van Hoof                                                                       | Egyéni összetett | 110,25    | 69.       | kiesett  | kiesett  |
| Terry Bartlett Andrew Morris Keith Langley Barry Winch Richard Benyon Eddie Van Hoof | Csapat összetett |           |           | 571,00   | 9.       |

Női
| Versenyző                                                                          | Versenyszám      | Selejtező | Selejtező | Döntő    | Döntő    |
| Versenyző                                                                          | Versenyszám      | Pontszám  | Helyezés  | Pontszám | Helyezés |
| ---------------------------------------------------------------------------------- | ---------------- | --------- | --------- | -------- | -------- |
| Natalie Davies                                                                     | Talaj            | 19,10     | 26.       | kiesett  | kiesett  |
| Natalie Davies                                                                     | Ugrás            | 18,85     | 48.       | kiesett  | kiesett  |
| Natalie Davies                                                                     | Felemás korlát   | 18,65     | 30.       | kiesett  | kiesett  |
| Natalie Davies                                                                     | Gerenda          | 18,45     | 36.       | kiesett  | kiesett  |
| Natalie Davies                                                                     | Egyéni összetett | 75,05     | 30.       | 75,775   | 19.      |
| Amanda Harrison                                                                    | Talaj            | 19,05     | 30.       | kiesett  | kiesett  |
| Amanda Harrison                                                                    | Ugrás            | 19,10     | 32.       | kiesett  | kiesett  |
| Amanda Harrison                                                                    | Felemás korlát   | 18,45     | 36.       | kiesett  | kiesett  |
| Amanda Harrison                                                                    | Gerenda          | 17,95     | 53.       | kiesett  | kiesett  |
| Amanda Harrison                                                                    | Egyéni összetett | 74,55     | 38.       | 75,225   | 22.      |
| Kathy Williams                                                                     | Talaj            | 18,85     | 39.       | kiesett  | kiesett  |
| Kathy Williams                                                                     | Ugrás            | 19,15     | 28.       | kiesett  | kiesett  |
| Kathy Williams                                                                     | Felemás korlát   | 18,15     | 44.       | kiesett  | kiesett  |
| Kathy Williams                                                                     | Gerenda          | 18,30     | 39.       | kiesett  | kiesett  |
| Kathy Williams                                                                     | Egyéni összetett | 74,45     | 39.       | 74,925   | 25.      |
| Lisa Young                                                                         | Talaj            | 19,00     | 33.       | kiesett  | kiesett  |
| Lisa Young                                                                         | Ugrás            | 18,70     | 55.       | kiesett  | kiesett  |
| Lisa Young                                                                         | Felemás korlát   | 18,75     | 25.       | kiesett  | kiesett  |
| Lisa Young                                                                         | Gerenda          | 17,60     | 61.       | kiesett  | kiesett  |
| Lisa Young                                                                         | Egyéni összetett | 74,05     | 43.       | kiesett  | kiesett  |
| Hayley Price                                                                       | Talaj            | 18,95     | 35.       | kiesett  | kiesett  |
| Hayley Price                                                                       | Ugrás            | 19,15     | 28.       | kiesett  | kiesett  |
| Hayley Price                                                                       | Felemás korlát   | 17,65     | 52.       | kiesett  | kiesett  |
| Hayley Price                                                                       | Gerenda          | 18,30     | 39.       | kiesett  | kiesett  |
| Hayley Price                                                                       | Egyéni összetett | 74,05     | 43.       | kiesett  | kiesett  |
| Sally Larner                                                                       | Talaj            | 19,00     | 33.       | kiesett  | kiesett  |
| Sally Larner                                                                       | Ugrás            | 19,25     | 21.       | kiesett  | kiesett  |
| Sally Larner                                                                       | Felemás korlát   | 17,60     | 53.       | kiesett  | kiesett  |
| Sally Larner                                                                       | Gerenda          | 17,75     | 59.       | kiesett  | kiesett  |
| Sally Larner                                                                       | Egyéni összetett | 73,60     | 48.       | kiesett  | kiesett  |
| Natalie Davies Amanda Harrison Kathy Williams Hayley Price Lisa Young Sally Larner | Csapat összetett |           |           | 373,85   | 7.       |

### Ritmikus gimnasztika
| Versenyző       | Versenyszám | Selejtező | Selejtező | Döntő   | Döntő    |
| Versenyző       | Versenyszám | Pont      | Hely.     | Pont    | Helyezés |
| --------------- | ----------- | --------- | --------- | ------- | -------- |
| Lorraine Priest | Egyéni      | 35,25     | 28.       | kiesett | kiesett  |
| Jacquie Leavy   | Egyéni      | 35,10     | 31.       | kiesett | kiesett  |

## Úszás
Férfi
| Versenyző                                                            | Versenyszám            | Előfutam | Előfutam | Előfutam | Döntő   | Döntő   | Döntő   | Helyezés |
| Versenyző                                                            | Versenyszám            | Idő      | Hely.    | Össz.    | Típus   | Idő     | Hely.   | Helyezés |
| -------------------------------------------------------------------- | ---------------------- | -------- | -------- | -------- | ------- | ------- | ------- | -------- |
| David Lowe                                                           | 100 m gyors            | 51,68    | 2.       | 16.      | B       | 51,48   | 3.      | 11.      |
| Paul Easter                                                          | 100 m gyors            | 51,83    | 2.       | 21.      | kiesett | kiesett | kiesett | kiesett  |
| Paul Easter                                                          | 200 m gyors            | 1:51,80  | 1.       | 12.      | B       | 1:51,70 | 1.      | 9.       |
| Andrew Astbury                                                       | 200 m gyors            | 1:52,01  | 2.       | 14.      | B       | 1:53,02 | 7.      | 15.      |
| Andrew Astbury                                                       | 400 m gyors            | 3:58,41  | 4.       | 18.      | B       | 3:58,14 | 6.      | 14.      |
| Paul Howe                                                            | 400 m gyors            | 4:04,07  | 5.       | 25.      | kiesett | kiesett | kiesett | kiesett  |
| David Stacey                                                         | 1500 m gyors           | 15:30,10 | 4.       | 12.      | kiesett | kiesett | kiesett | kiesett  |
| Stuart Willmott                                                      | 1500 m gyors           | 15:57,79 | 5.       | 21.      | kiesett | kiesett | kiesett | kiesett  |
| Stuart Willmott                                                      | 400 m vegyes           | 4:32,90  | 5.       | 14.      | B       | 4:31,10 | 7.      | 15.      |
| Steve Poulter                                                        | 400 m vegyes           | 4:25,38  | 4.       | 8.       | A       | 4:25,80 | 7.      | 7.       |
| Andy Jameson                                                         | 100 m pillangó         | 54,59    | 1.       | 4.       | A       | 54,28   | 5.      | 5.       |
| Ian Collins                                                          | 100 m pillangó         | 56,41    | 4.       | 23.      | kiesett | kiesett | kiesett | kiesett  |
| Ian Collins                                                          | 100 m hát              | 1:00,08  | 5.       | 28.      | kiesett | kiesett | kiesett | kiesett  |
| Neil Harper                                                          | 100 m hát              | 58,50    | 2.       | 17.      | kiesett | kiesett | kiesett | kiesett  |
| Neil Harper                                                          | 200 m hát              | 2:09,48  | 4.       | 24.      | kiesett | kiesett | kiesett | kiesett  |
| Neil Cochran                                                         | 200 m hát              | 2:05,58  | 3.       | 14.      | B       | 2:05,72 | 6.      | 14.      |
| Neil Cochran                                                         | 200 m vegyes           | 2:05,39  | 1.       | 4.       | A       | 2:04,38 | 3.      |          |
| Robin Brew                                                           | 200 m vegyes           | 2:04,13  | 1.       | 2.       | A       | 2:04,52 | 4.      | 4.       |
| Iain Campbell                                                        | 100 m mell             | 1:04,81  | 3.       | 14.      | B       | 1:05,02 | 6.      | 14.      |
| Iain Campbell                                                        | 200 m mell             | 2:20,78  | 2.       | 12.      | B       | 2:20,62 | 3.      | 11.      |
| Adrian Moorhouse                                                     | 200 m mell             | 2:19,83  | 2.       | 9.       | B       | 2:18,83 | 1.      | 9.       |
| Adrian Moorhouse                                                     | 100 m mell             | 1:04,06  | 1.       | 7.       | A       | 1:03,25 | 4.      | 4.       |
| Nick Hodgson                                                         | 200 m pillangó         | 2:01,64  | 3.       | 14.      | B       | 2:01,24 | 3.      | 11.      |
| Philip Hubble                                                        | 200 m pillangó         | 2:02,76  | 3.       | 17.      | B       | 2:03,06 | 8.      | 16.      |
| David Lowe Roland Lee Paul Easter Richard Burrell                    | 4 × 100 m gyorsváltó   | 3:24,59  | 3.       | 4.       | A       | 3:23,61 | 5.      | 5.       |
| Neil Cochran Paul Easter Paul Howe Andrew Astbury                    | 4 × 200 m gyorsváltó   | 7:26,83  | 2.       | 3.       | A       | 7:24,78 | 3.      |          |
| Neil Harper Adrian Moorhouse Andy Jameson Richard Burrell David Lowe | 4 × 100 m vegyes váltó | 3:49,86  | 2.       | 7.       | A       | 3:47,39 | 6.      | 6.       |

Női
| Versenyző                                            | Versenyszám            | Előfutam | Előfutam | Előfutam | Döntő   | Döntő   | Döntő   | Helyezés |
| Versenyző                                            | Versenyszám            | Idő      | Hely.    | Össz.    | Típus   | Idő     | Hely.   | Helyezés |
| ---------------------------------------------------- | ---------------------- | -------- | -------- | -------- | ------- | ------- | ------- | -------- |
| Annabelle Cripps                                     | 800 m gyors            | 8:58,09  | 4.       | 14.      | kiesett | kiesett | kiesett | kiesett  |
| Annabelle Cripps                                     | 200 m gyors            | 2:04,44  | 3.       | 15.      | B       | 2:04,90 | 7.      | 15.      |
| June Croft                                           | 200 m gyors            | 2:01,05  | 1.       | 3.       | A       | 2:00,64 | 6.      | 6.       |
| June Croft                                           | 400 m gyors            | 4:15,51  | 1.       | 5.       | A       | 4:11,49 | 3.      |          |
| June Croft                                           | 100 m gyors            | 57,12    | 1.       | 27.      | A       | 56,90   | 6.      | 6.       |
| Nikki Fibbens                                        | 100 m gyors            | 57,80    | 2.       | 33.      | B       | 57,36   | 3.      | 11.      |
| Nikki Fibbens                                        | 100 m pillangó         | 1:02,98  | 3.       | 12.      | B       | 1:01,48 | 2.      | 10.      |
| Ann Osgerby                                          | 100 m pillangó         | 1:03,09  | 3.       | 13.      | B       | 1:02,98 | 5.      | 13.      |
| Ann Osgerby                                          | 200 m pillangó         | 2:16,31  | 3.       | 15.      | B       | 2:19,10 | 8.      | 16.      |
| Samantha Purvis                                      | 200 m pillangó         | 2:11,97  | 1.       | 3.       | A       | 2:12,33 | 5.      | 5.       |
| Sarah Hardcastle                                     | 400 m gyors            | 4:11,55  | 2.       | 2.       | A       | 4:10,27 | 2.      |          |
| Sarah Hardcastle                                     | 800 m gyors            | 8:35,87  | 1.       | 3.       | A       | 8:32,60 | 3.      |          |
| Sarah Hardcastle                                     | 400 m vegyes           | 4:55,78  | 5.       | 12.      | B       | 4:51,55 | 1.      | 9.       |
| Gaynor Stanley                                       | 400 m vegyes           | 4:53,70  | 3.       | 7.       | A       | 4:52,83 | 7.      | 7.       |
| Gaynor Stanley                                       | 200 m vegyes           | 2:24,94  | 4.       | 18.      | B       | 2:21,71 | 5.      | 13.      |
| Gaynor Stanley                                       | 200 m mell             | 2:38,54  | 6.       | 16.      | B       | 2:39,32 | 7.      | 15.      |
| Suki Brownsdon                                       | 200 m mell             | 2:35,54  | 3.       | 7.*      | A       | 2:35,07 | 7.      | 7.       |
| Beverley Rose                                        | 100 m hát              | 1:03,61  | 2.       | 4.       | A       | 1:04,16 | 7.      | 7.       |
| Catherine White                                      | 100 m hát              | 1:05,03  | 4.       | 14.      | B       | 1:04,99 | 5.      | 13.      |
| Catherine White                                      | 200 m hát              | 2:18,02  | 4.       | 9.       | B       | 2:17,63 | 2.      | 10.      |
| Kathy Read                                           | 200 m hát              | 2:18,92  | 3.       | 12.      | B       | 2:18,33 | 3.      | 11.      |
| Jean Hill                                            | 100 m mell             | 1:11,37  | 2.       | 3.       | A       | 1:11,82 | 8.      | 8.       |
| Sandra Bowman                                        | 100 m mell             | 1:12,92  | 4.       | 17.      | kiesett | kiesett | kiesett | kiesett  |
| Zara Long                                            | 200 m vegyes           | 2:23,89  | 4.       | 16.      | B       | 2:22,25 | 6.      | 14.      |
| June Croft Nikki Fibbens Debra Gore Annabelle Cripps | 4 × 100 m gyorsváltó   | 3:51,47  | 4.       | 6.       | A       | 3:50,12 | 6.      | 6.       |
| Beverley Rose Jean Hill Nikki Fibbens June Croft     | 4 × 100 m vegyes váltó | 4:16,83  | 3.       | 4.       | A       | 4:14,05 | 4.      | 4.       |

* - egy másik versenyzővel azonos eredményt ért el

## Vitorlázás
Férfi
| Versenyző      | Versenyszám     | Futam   | Futam | Futam    | Futam | Futam | Futam | Futam | Pontszám | Helyezés |
| Versenyző      | Versenyszám     | 1       | 2     | 3        | 4     | 5     | 6     | 7     | Pontszám | Helyezés |
| -------------- | --------------- | ------- | ----- | -------- | ----- | ----- | ----- | ----- | -------- | -------- |
| David Hackford | Szörfvitorlázás | (45,0*) | 26,0  | (45,0**) | 25,0  | 17,0  | 16,0  | 16,0  | 145,0    | 21.      |

Nyílt
| Versenyző                              | Versenyszám     | Futam  | Futam  | Futam  | Futam  | Futam | Futam | Futam | Pontszám | Helyezés |
| Versenyző                              | Versenyszám     | 1      | 2      | 3      | 4      | 5     | 6     | 7     | Pontszám | Helyezés |
| -------------------------------------- | --------------- | ------ | ------ | ------ | ------ | ----- | ----- | ----- | -------- | -------- |
| Mike McIntyre                          | Finn dingi      | 19,0   | (21,0) | 8,0    | 11,7   | 8,0   | 16,0  | 8,0   | 70,7     | 7.       |
| Cathy Foster Peter Newlands            | 470-es osztály  | (20,0) | 13,0   | 15,0   | 10,0   | 13,0  | 19,0  | 0,0   | 70,0     | 7.       |
| Iain Woolward John Maddocks            | Csillaghajó     | 10,0   | 18,0   | 14,0   | (23,0) | 18,0  | 10,0  | 8,0   | 78,0     | 9.       |
| David Campbell-James Robert White      | Tornádó         | 3,0    | 10,0   | 3,0    | (14,0) | 11,7  | 13,0  | 13,0  | 53,7     | 6.       |
| Chris Law Edward Leask Jeremy Richards | Soling          | 3,0    | 14,0   | (19,0) | 3,0    | 16,0  | 5,7   | 13,0  | 54,7     | 4.       |
| Jo Richards Peter Allam                | Repülő hollandi | (17,0) | 5,7    | 10,0   | 8,0    | 8,0   | 14,0  | 3,0   | 48,7     |          |

* - kizárták

** - nem ért célba

## Vívás
Férfi
| Versenyző                                                               | Versenyszám       | Selejtező | Selejtező | Selejtező | Selejtező | Selejtező | Selejtező | Főtábla           | Főtábla           | Vigaszág          | Vigaszág          | Negyeddöntő                              | Elődöntő                                 | Döntő                                        | Helyezés |
| Versenyző                                                               | Versenyszám       | 1. kör | 1. kör    | 2. kör | 2. kör    | 3. kör | 3. kör    | 1. kör            | 2. kör            | 1. kör            | 2. kör            | Negyeddöntő                              | Elődöntő                                 | Döntő                                        | Helyezés |
| Versenyző                                                               | Versenyszám       | Ellenfél Eredmény | Hely.     | Ellenfél Eredmény | Hely.     | Ellenfél Eredmény | Hely.     | Ellenfél Eredmény | Ellenfél Eredmény | Ellenfél Eredmény | Ellenfél Eredmény | Ellenfél Eredmény                        | Ellenfél Eredmény                        | Ellenfél Eredmény                            | Helyezés |
| ----------------------------------------------------------------------- | ----------------- | --- | --------- | --- | --------- | --- | --------- | ----------------- | ----------------- | ----------------- | ----------------- | ---------------------------------------- | ---------------------------------------- | -------------------------------------------- | -------- |
| Bill Gosbee                                                             | Tőr, egyéni       | 10. csoport · Greg Massialas (USA) · 2–5 · Kifah Al-Mutawa (KUW) · 5–4 · Lai Yee Lap (HKG) · 5–1 · Bilal Rifaat (EGY) · 5–3 · Thierry Soumagne (BEL) · 5–0                            | 1.        | 6. csoport · Khaled Al-Awadhi (KUW) · 5–3 · Mike McCahey (USA) · 5–2 · Umezava Kenicsi (JPN) · 5–4 · Robert Blaschka (AUT) · 3–5                                                              | 2.        | 1. csoport · Azuma Nobujuki (JPN) · 4–5 · Itzhak Hatuel (ISR) · 3–5 · Mauro Numa (ITA) · 1–5 · Stefano Cerioni (ITA) · 2–5 · Philippe Omnès (FRA) · 0–5                  | 6.        | kiesett           | kiesett           | kiesett           | kiesett           | kiesett                                  | kiesett                                  | kiesett                                      | 23.      |
| Pierre Harper                                                           | Tőr, egyéni       | 8. csoport · Csu Si-seng (Chu Shisheng) (CHN) · 4–5 · Henri Darricau (LIB) · 5–0 · Khaled Fahd Al-Rasheed (KSA) · 5–1 · Peter Lewison (USA) · 5–3 · Frédéric Pietruszka (FRA) · 5–2   | 1.        | 8. csoport · Sergio Turiace (ARG) · 5–4 · Peter Joos (BEL) · 5–3 · Peter Lewison (USA) · 4–5 · Joachim Wendt (AUT) · 2–5                                                                      | 4.        | kiesett | kiesett   | kiesett           | kiesett           | kiesett           | kiesett           | kiesett                                  | kiesett                                  | kiesett                                      | 26.      |
| Nick Bell                                                               | Tőr, egyéni       | 6. csoport · Georg Somloi (AUT) · 0–5 · Abdullah Al-Zawayed (KSA) · 5–1 · Li Taj-csung (Lee Tai-Chung) (TPE) · 5–2 · Harald Hein (FRG) · 5–4 · Liu Jün-hung (Liu Yunhong) (CHN) · 4–5 | 3.        | 5. csoport · Greg Massialas (USA) · 5–4 · Kuki Péter (ROU) · 3–5 · Abdel Monem El-Husseini (EGY) · 4–5 · Matthias Behr (FRG) · 2–5                                                            | 5.        | kiesett | kiesett   | kiesett           | kiesett           | kiesett           | kiesett           | kiesett                                  | kiesett                                  | kiesett                                      | 31.      |
| Steven Paul                                                             | Párbajtőr, egyéni | 9. csoport · Lam Tak Chuen (HKG) · 5–0 · Caj Hszing-hsziang (Tsai Shing-Hsiang) (TPE) · 5–3 · Stéphane Ganeff (BEL) · 5–4 · Daniel Perreault (CAN) · 5–4                              | 1.        | 4. csoport · Kim Szongmun (Kim Seong-Mun) (KOR) · 4–5 · Kazem Hasan (KUW) · 5–3 · Caj Hszing-hsziang (Tsai Shing-Hsiang) (TPE) · 5–0 · Jerri Bergström (SWE) · 4–5 · Daniel Giger (SUI) · 4–5 | 3.        | 2. csoport · John Llewellyn (GBR) · 5–4 · Daniel Giger (SUI) · 4–5 · Björne Väggö (SWE) · 0–5 · Nils Koppang (NOR) · 2–5 · Angelo Mazzoni (ITA) · 5–5                    | 5.        | kiesett           | kiesett           | kiesett           | kiesett           | kiesett                                  | kiesett                                  | kiesett                                      | 20.      |
| John Llewellyn                                                          | Párbajtőr, egyéni | 3. csoport · Lee Shelley (USA) · 4–5 · Csaba Gaspar (ARG) · 5–1 · Khaled Soliman (EGY) · 5–3 · Elmar Borrmann (FRG) · 5–4                                                             | 1.        | 2. csoport · Mohamed Al-Thuwani (KUW) · 5–2 · Gabriel Nigon (SUI) · 5–3 · Lee Shelley (USA) · 5–2 · Michel Dessureault (CAN) · 5–4 · Elmar Borrmann (FRG) · 0–5                               | 3.        | 2. csoport · John Llewellyn (GBR) · 5–4 · Björne Väggö (SWE) · 5–4 · Daniel Giger (SUI) · 2–5 · Nils Koppang (NOR) · 1–5 · Angelo Mazzoni (ITA) · 0–5                    | 6.        | kiesett           | kiesett           | kiesett           | kiesett           | kiesett                                  | kiesett                                  | kiesett                                      | 22.      |
| Jonathan Stanbury                                                       | Párbajtőr, egyéni | 1. csoport · Ali Murat Dizioğlu (TUR) · 3–5 · Greger Forslöw (SWE) · 2–5 · Ihab Aly (EGY) · 0–5 · Olivier Lenglet (FRA) · 2–5                                                         | 5.        | kiesett | kiesett   | kiesett | kiesett   | kiesett           | kiesett           | kiesett           | kiesett           | kiesett                                  | kiesett                                  | kiesett                                      | 61.      |
| Mark Slade                                                              | Kard, egyéni      | 6. csoport · Ildemaro Sánchez (VEN) · 0–5 · Steve Mormando (USA) · 5–0 · Jürgen Nolte (FRG) · 5–3 · Pierre Guichot (FRA) · 3–5                                                        | 3.        | 5. csoport · Olivier Martini (MON) · 5–4 · Vang Zsuj-csi (Wang Ruiji) (CHN) · 5–3 · Pierre Guichot (FRA) · 3–5 · Marin Mustaţă (ROU) · 1–5                                                    | 4.        | 4. csoport · Hans Brandstätter (AUT) · 5–4 · Vang Zsuj-csi (Wang Ruiji) (CHN) · 5–2 · Marin Mustaţă (ROU) · 3–5 · Steve Mormando (USA) · 3–5 · Freddy Scholz (FRG) · 0–5 | 5.        | kiesett           | kiesett           | kiesett           | kiesett           | kiesett                                  | kiesett                                  | kiesett                                      | 18.      |
| Richard Cohen                                                           | Kard, egyéni      | 5. csoport · Csen Csin-csu (Chen Jinchu) (CHN) · 5–0 · Jean-Paul Banos (CAN) · 3–5 · Zisis Babanasis (GRE) · 1–5 · Marco Marin (ITA) · 3–5                                            | 4.        | 2. csoport · Jean-Marie Banos (CAN) · 5–1 · Steve Mormando (USA) · 5–2 · Jürgen Nolte (FRG) · 2–5 · Jean-François Lamour (FRA) · 0–5                                                          | 3.        | 1. csoport · John Zarno (GBR) · 5–4 · Ioan Pop (ROU) · 3–5 · Peter Westbrook (USA) · 1–5 · Hervé Granger-Veyron (FRA) · 2–5 · Gianfranco Dalla Barba (ITA) · 3–5         | 5.        | kiesett           | kiesett           | kiesett           | kiesett           | kiesett                                  | kiesett                                  | kiesett                                      | 21.      |
| John Zarno                                                              | Kard, egyéni      | 2. csoport · João Marquilhas (POR) · 5–3 · Vang Zsuj-csi (Wang Ruiji) (CHN) · 5–3 · Jörg Stratmann (FRG) · 3–5 · Mike Lofton (USA) · 2–5 · Jean-François Lamour (FRA) · 1–5           | 5.        | 4. csoport · Antonio García (ESP) · 5–2 · Jörg Stratmann (FRG) · 1–5 · Zisis Babanasis (GRE) · 2–5 · Gianfranco Dalla Barba (ITA) · 1–5                                                       | 4.        | 1. csoport · John Zarno (GBR) · 5–4 · Ioan Pop (ROU) · 3–5 · Peter Westbrook (USA) · 0–5 · Hervé Granger-Veyron (FRA) · 4–5 · Gianfranco Dalla Barba (ITA) · 1–5         | 6.        | kiesett           | kiesett           | kiesett           | kiesett           | kiesett                                  | kiesett                                  | kiesett                                      | 23.      |
| Bill Gosbee Pierre Harper Nick Bell Rob Bruniges Graham Paul            | Tőr, csapat       | 2. csoport · NSZK (FRG) · 2–9 · Japán (JPN) · 8 (64)–8 (60) · Hongkong (HKG) · 9–0 | 2.        | |           | |           |                   |                   |                   |                   | Olaszország (ITA) · 2–9                  | Az 5–8. helyért · Kína (CHN) · 9–4       | Az 5. helyért · Egyesült Államok (USA) · 6–9 | 6.       |
| Ralph Johnson John Llewellyn Neal Mallett Steven Paul Jonathan Stanbury | Párbajtőr, csapat | 2. csoport · NSZK (FRG) · 3–9 · Norvégia (NOR) · 9–4 · Hongkong (HKG) · 9–0 | 2.        | |           | |           |                   |                   |                   |                   | A 7. helyért · Franciaország (FRA) · 3–9 | Az 5–8. helyért · Svédország (SWE) · 4–8 | Dél-Korea (KOR) · 8 (62)–8 (69)              | 8.       |
| Richard Cohen Paul Klenerman Jim Philbin Mark Slade John Zarno          | Kard, csapat      | 2. csoport · Olaszország (ITA) · 0–9 · Románia (ROU) · 4–9 · Kína (CHN) · 6–8 | 4.        | |           | |           |                   |                   |                   |                   | kiesett                                  | kiesett                                  | kiesett                                      | 8.       |

Női
| Versenyző                                                          | Versenyszám | Selejtező | Selejtező | Selejtező | Selejtező | Selejtező | Selejtező | Főtábla                             | Főtábla           | Vigaszág                                  | Vigaszág                            | Negyeddöntő       | Elődöntő          | Döntő             | Helyezés |
| Versenyző                                                          | Versenyszám | 1. kör | 1. kör    | 2. kör | 2. kör    | 3. kör | 3. kör    | 1. kör                              | 2. kör            | 1. kör                                    | 2. kör                              | Negyeddöntő       | Elődöntő          | Döntő             | Helyezés |
| Versenyző                                                          | Versenyszám | Ellenfél Eredmény | Hely.     | Ellenfél Eredmény | Hely.     | Ellenfél Eredmény | Hely.     | Ellenfél Eredmény                   | Ellenfél Eredmény | Ellenfél Eredmény                         | Ellenfél Eredmény                   | Ellenfél Eredmény | Ellenfél Eredmény | Ellenfél Eredmény | Helyezés |
| ------------------------------------------------------------------ | ----------- | --- | --------- | --- | --------- | --- | --------- | ----------------------------------- | ----------------- | ----------------------------------------- | ----------------------------------- | ----------------- | ----------------- | ----------------- | -------- |
| Linda Ann Martin                                                   | Tőr, egyéni | 2. csoport · xxx (ARG) · 5–2 · Andrea Chaplin (AUS) · 5–2 · O Szungszun (O Seung-Sun) (KOR) · 5–2 · Jana Angelakis (USA) · 5–4 · Aurora Dan (ROU) · 0–5 · Luan Csü-csie (Luan Jujie) (CHN) · 2–5               | 3.        | 6. csoport · Jacynthe Poirier (CAN) · 5–3 · Vincent Bradford (USA) · 5–1 · Brigitte Latrille-Gaudin (FRA) · 2–5 · Christiane Weber (FRG) · 2–5 | 3.        | 3. csoport · Debra Waples (USA) · 5–2 · Nili Drori (ISR) · 5–4 · Dorina Vaccaroni (ITA) · 4–5 · Aurora Dan (ROU) · 3–5 · Li Hua-hua (Li Huahua) (CHN) · 0–5                                        | 4.        | Elisabeta Guzganu-Tufan (ROU) · 3–8 |                   | Margherita Zalaffi (ITA) · 8–7            | Laurence Modaine-Cessac (FRA) · 3–8 | kiesett           | kiesett           | kiesett           | 10.      |
| Liz Thurley                                                        | Tőr, egyéni | 5. csoport · Barbra Higgins (PAN) · 5–1 · Caroline Mitchell (CAN) · 5–1 · Oikava Azusza (JPN) · 5–3 · Li Hua-hua (Li Huahua) (CHN) · 5–3 · Carola Cicconetti (ITA) · 5–4 · Laurence Modaine-Cessac (FRA) · 1–5 | 2.        | 5. csoport · Mijahara Mieko (JPN) · 5–0 · Madeleine Philion (CAN) · 5–0 · Li Hua-hua (Li Huahua) (CHN) · 1–5 · Cornelia Hanisch (FRG) · 3–5    | 3.        | 4. csoport · Vincent Bradford (USA) · 5–2 · Marcela Moldovan-Zsak (ROU) · 5–4 · Kerstin Palm (SWE) · 5–3 · Véronique Brouquier (FRA) · 5–4 · Cornelia Hanisch (FRG) · 2–5                          | 3.        | Véronique Brouquier (FRA) · 3–8     |                   | Csu Csing-jüan (Zhu Qingyuan) (CHN) · 3–8 | kiesett                             | kiesett           | kiesett           | kiesett           | 16.      |
| Fiona McIntosh                                                     | Tőr, egyéni | 6. csoport · Sheila Viard (HAI) · 5–1 · Silvana Giancola (ARG) · 5–1 · Mijahara Mieko (JPN) · 5–3 · Margherita Zalaffi (ITA) · 5–1 · Véronique Brouquier (FRA) · 2–5 · Lydia Czuckermann-Hatuel (ISR) · 1–5    | 3.        | 2. csoport · Oikava Azusza (JPN) · 4–5 · Debra Waples (USA) · 5–2 · Véronique Brouquier (FRA) · 2–5 · Luan Csü-csie (Luan Jujie) (CHN) · 1–5   | 3.        | 2. csoport · Christiane Weber (FRG) · 3–5 · Csu Csing-jüan (Zhu Qingyuan) (CHN) · 1–5 · Laurence Modaine-Cessac (FRA) · 4–5 · Margherita Zalaffi (ITA) · 1–5 · Elisabeta Guzganu-Tufan (ROU) · 4–5 | 6.        | kiesett                             | kiesett           | kiesett                                   | kiesett                             | kiesett           | kiesett           | kiesett           | 22.      |
| Ann Brannon Linda Ann Martin Fiona McIntosh Liz Thurley Katie Arup | Tőr, csapat | 1. csoport · Franciaország (FRA) · 3–9 · Egyesült Államok (USA) · 7–9 | 3.        | |           | |           |                                     |                   |                                           |                                     | kiesett           | kiesett           | kiesett           | 7.       |